# Eva Narr
Eva Narr (* 20. Dezember 1910 in Potsdam; † 7. Mai 1975 in Forchheim) war eine deutsche Politikerin (SPD). Sie war von 1950 bis 1954 Mitglied des Bayerischen Landtages.

## Leben
Narr besuchte in den Jahren 1917 und 1918 die Höhere Töchterschule in Bad Harzburg und von 1918 bis 1927 die Erste Höhere Mädchenschule in Leipzig, wo sie das Reifezeugnis erreichte. Beruflich war sie als Kontoristin und Telefonistin bei der Carl August Becker GmbH in Leipzig tätig. Am 15. Juli 1934  erfolgte eine Eheschließung mit Kurt Narr in Probstzella.
Im Zweiten Weltkrieg war sie bis zum Jahr 1941 Schwester des Deutschen Roten Kreuzes in Polen. Danach war sie von 1942 bis 1945 als Schwester im Absiedlerlager in Forchheim und von 1945 bis 1947 als einzige gesundheitliche Betreuerin der sieben Flüchtlingslager in Forchheim tätig. Ab 1947 engagierte sie sich als ehrenamtliche Fürsorgerin der Arbeiterwohlfahrt in Forchheim. Im Jahr 1948 wurde sie einziges weibliches Stadtratsmitglied und am 1. Februar 1949 Mitglied des Deutschen Gewerkschaftsbundes.
Narr war vom 27. November 1950 bis zum 12. Dezember 1954 für den Wahlkreis Oberfranken Mitglied des Bayerischen Landtages sowie der dortigen SPD-Fraktion. Im Landtag war sie des Weiteren Mitglied des Ausschusses Bayern Pfalz und des Ausschusses für Eingaben und Beschwerden. Außerdem war sie Mitglied des Gefängnisbeirates des Frauengefängnisses Nürnberg und stellvertretendes Mitglied des Gefängnisbeirates der Strafanstalt St. Georgen Bayreuth sowie der Strafanstalt Ebrach.